# Shary Bobbins
Shary Bobbins (Simpsoncalifragilisticexpiala(Annoyed Grunt)cious) est le 13e épisode de la saison 8 de la série télévisée d'animation Les Simpson.

## Résumé
Marge a trop de travail à la maison. Au dîner, Lisa mange sa soupe et découvre un long cheveu bleu dedans. Marge se rend compte qu'elle perd ses cheveux. Elle va donc consulter le docteur Hibbert qui conclut que le stress peut en être la cause. Pour se « déstresser », elle suggère d'embaucher une nounou.
Après, en avoir vu quelques-unes, Marge choisit Shary Bobbins qui correspond parfaitement aux critères qu'elle recherche. Cette nounou s'avère en plus, avoir quelques petits pouvoirs magiques.

## Invités
- Julie Andrews.